# تیکان تپه
تیکان تپه مربوط به هزاره اول قبل از میلاد است و در شهرستان عجب شیر، بخش قلعه چای، روستای پوکت واقع شده و این اثر در تاریخ ۹ اردیبهشت ۱۳۸۲ با شمارهٔ ثبت ۸۳۹۱ به‌عنوان یکی از آثار ملی ایران به ثبت رسیده است.